# Hans Michael Maus
Hans Michael Maus (* 12. August 1943 in Wiesbaden; † 6. April 2024) war ein deutscher Politiker (SPD) und Abgeordneter des Hessischen Landtags.

## Leben
Hans Michael Maus besuchte von 1950 bis 1958 die Hauptschule und absolvierte danach bis 1961 eine Ausbildung zum Dreher. Während seiner Ausbildung erlangte er auf dem zweiten Bildungsweg die Fachschulreife. Ab 1963 machte er eine Refa-Ausbildung und von 1969 bis 1972 arbeitete er als technischer Angestellter. Von 1972 bis 1998 war Maus Betriebsratsvorsitzender.

## Wirken
Maus gehörte der SPD seit 1969 an. Von 1975 bis 1981 war er in Wiesbaden Mitglied des Vorstandes des SPD-Ortsvereins Westend-Bleichstraße. Von 1977 bis 1991 war er Stadtverordneter der Stadt Wiesbaden. Bei der Landtagswahl 1991 wurde er im Wahlkreis Wiesbaden III erstmals in den hessischen Landtag gewählt, dem er bis zum Ende der 15. Wahlperiode am 4. April 2003 angehörte. Von 1995 bis 1999 war er stellvertretender Vorsitzender des Ausschusses für Frauen, Arbeit und Sozialordnung, dem er seit 1991 schon angehörte. Außerdem war er von 1991 bis 1999 Mitglied im Ausschuss für Wirtschaft und Technik und von 1999 bis 2003 Mitglied im Sozialpolitischen Ausschuss. Weiterhin war er Vorsitzender des Aufsichtsrates der Wiesbadener GENO50 Baugenossenschaft eG.